# Valne fronte
Valna fronta je geometrijsko mjesto točaka do kojih je dospjelo titranje šireći se u sredstvu od izvora – ploha ako se val širi u tri dimenzije, a krivulja ako se širi u dvije dimenzije. Valne fronte su također u svakoj točki okomite na zrake kojima se predočava širenje vala.
Za sinusoidno titranje sve točke na valnoj fronti imaju istu fazu. 